# 菲律賓鐵青樹
菲律賓鐵青樹（学名：Olax imbricata）为鐵青樹科鐵青樹屬下的一个种。